# 山崎幹夫
山崎 幹夫（やまざき みきお、1959年 - ）は、日本の映画監督。東京都立川市生まれ、東村山市育ち。

## 人物
主に8ミリフィルムを使って、自主制作映画を80本以上制作。1994年には商業映画『プ』を監督。2007年にはシングル8の製造中止を理由に一旦作品制作を中止するが、2009年からHDVを使って再開。
缶コーヒー収集家でもある。

## 略歴
- 1982年『海辺の記憶』 - 第6回 ぴあフィルムフェスティバル入選
- 1983年『ゴーストタウンの朝』 - 第7回 ぴあフィルムフェスティバル入選
- 1994年『プ』 - 35ミリ 商業映画を監督

## 著書
- 『大ヤクザ映画読本』福間健二と共編 洋泉社 1993年
- 『缶コーヒー風景論』洋泉社 1993年
- 『勇者のゆくへ ファミコン無頼帖』洋泉社 1994年
- 『映画を楽しくつくる本 55の低予算ノウハウ』ワイズ出版 2004年